# 세종장영실고등학교
세종장영실고등학교(世宗蔣英實高等學校)는 대한민국 세종특별자치시 금남면 호탄리에 있는 공립 고등학교이다.

## 학교 연혁
- 2019년 3월 1일 : 세종장영실고등학교 설립인가(8학급)
- 2020년 3월 1일 : 옛 금호중학교가 있던 자리에 개교
- 2020년 3월 1일 : 초대 최재화 교장 취임
- 2020년 3월 1일 : IT콘텐츠과, 보건간호과, 뷰티미용과, 외식조리과 설치

## 설치 학과
- 보건간호과
- 뷰티미용과
- IT콘텐츠과
- 외식조리과

## 참고 자료
- 세종장영실고등학교 - 한국교육학술정보원 학교알리미